# Fun'ambule

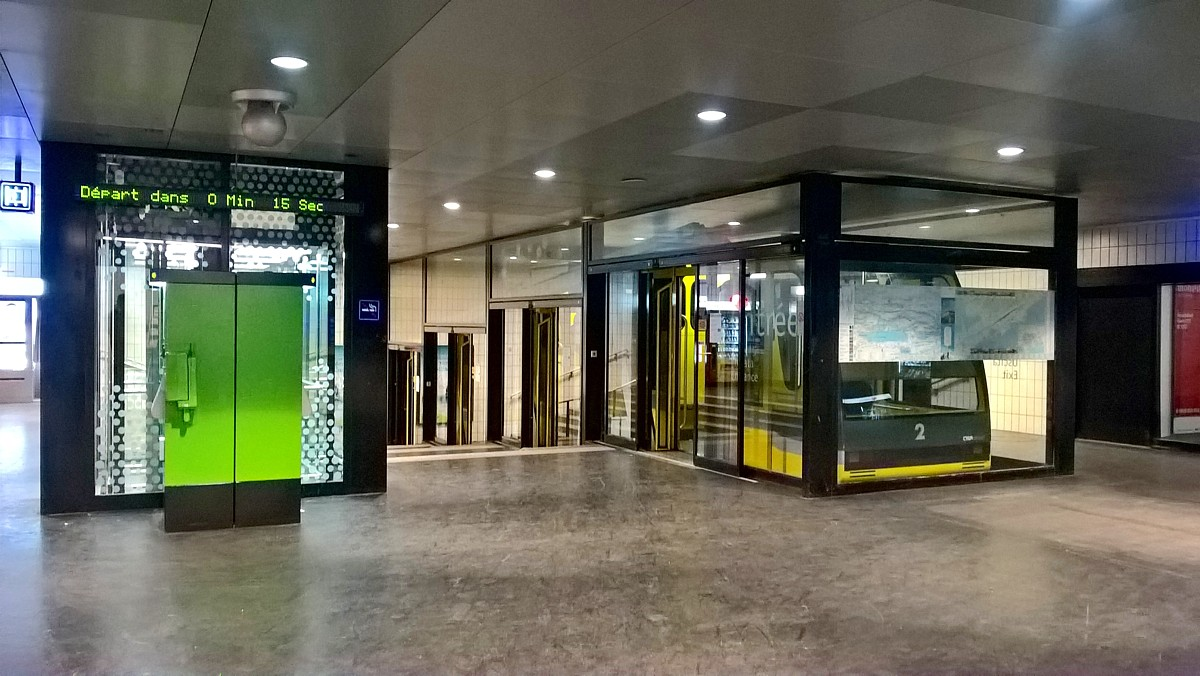
Station de la Gare CFF en 2019

Le Fun'ambule est un des trois funiculaires des Transports publics neuchâtelois ; son tracé est intégralement souterrain et relie la gare de Neuchâtel au bas de la ville, à proximité du lac de Neuchâtel et du quartier universitaire. Il est entré en service le 27 avril 2001 pour desservir le site neuchâtelois de l'Exposition nationale suisse de 2002. C'est le plus récent des funiculaires de la ville et, du fait de sa situation centrale, le plus fréquenté. Malgré cela, le Fun'ambule est l'une des lignes les plus instables de la ville, car il est sujet à maintes interruption pour "révisions" et autres "problèmes techniques" (sans jamais donner plus de précisions). Un exemple flagrant : en 2016, le Fun'ambule a été mis hors service pour révisions du 2 mars 2016 au 15 avril 2016. Moins d'un mois plus tard, le 9 mai 2016, le Fun'ambule est de nouveau hors service et ce, jusqu'à nouvel avis. Le funiculaire a été remis en service entre-temps et est retombé en panne après son entretien en avril 2019. 

## Technique
Le Fun'ambule est unique en son genre : les voitures sont articulées horizontalement et verticalement, permettant ainsi à leurs quatre compartiments de toujours être à l'horizontale, et ce malgré l'inclinaison de la pente car le tracé présente de grandes variations d'inclinaison : la station Université est en palier (0 ‰), mais en pleine voie la rampe atteint jusqu'à 340 ‰. Les stations sont dotées de portes palières garantissant la sécurité des usagers.
Contrairement à la plupart des funiculaires qui ont leur machinerie dans la gare amont, celle du Fun'ambule se trouve à la station inférieure ; la traction des deux voitures est assurée par un double câble.

### Données techniques
- Longueur : 330 mètres
- Dénivelé : 46 mètres
- Rampe : de 0 à 340 ‰
- Écartement des rails : 1 600 mm
- Vitesse : 8 m/s
- Rotations : 375 courses par jour et par sens[4]
- Capacité des voitures : 126 places
- Puissance machine : 710 kW
- Puissance machine de secours : 117 kW
- Constructeurs : Garaventa, CWA

### Prénoms des voitures
Les voitures sont chacune baptisée : la V1 rouge s'appelle Maxime, la V2 jaune Léa. Durant le chantier de construction, deux des ouvriers devinrent père ; les voitures reçurent les mêmes prénoms que les nouveau-nés.

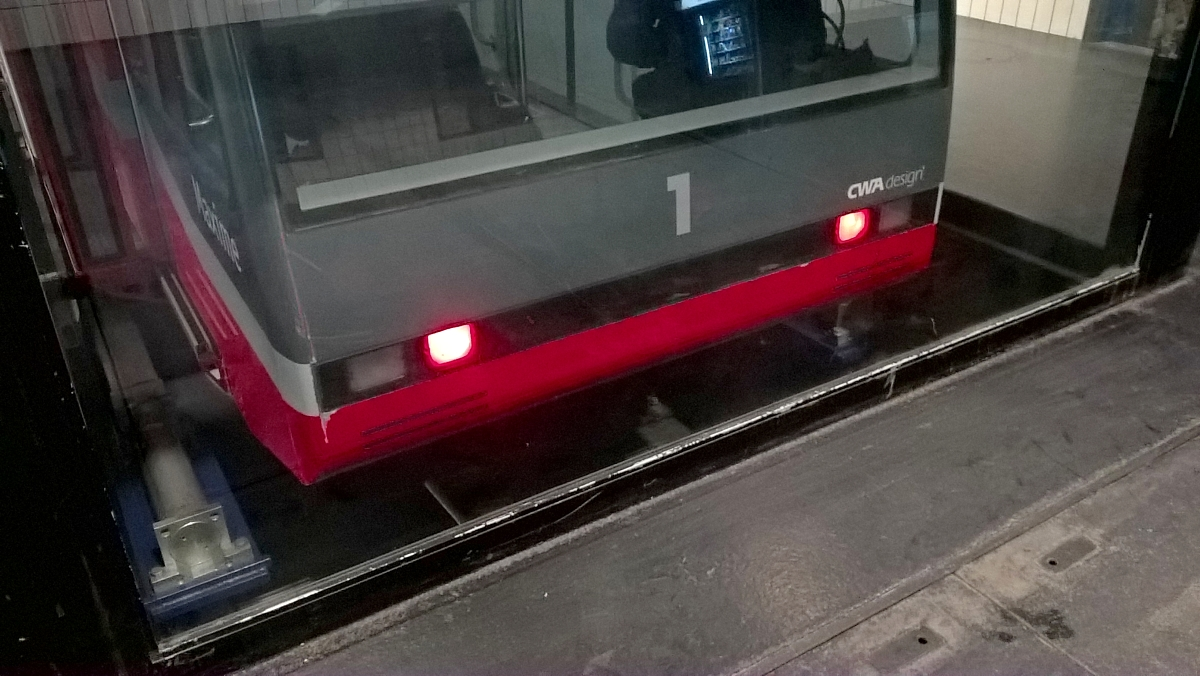
Voiture 1 rouge
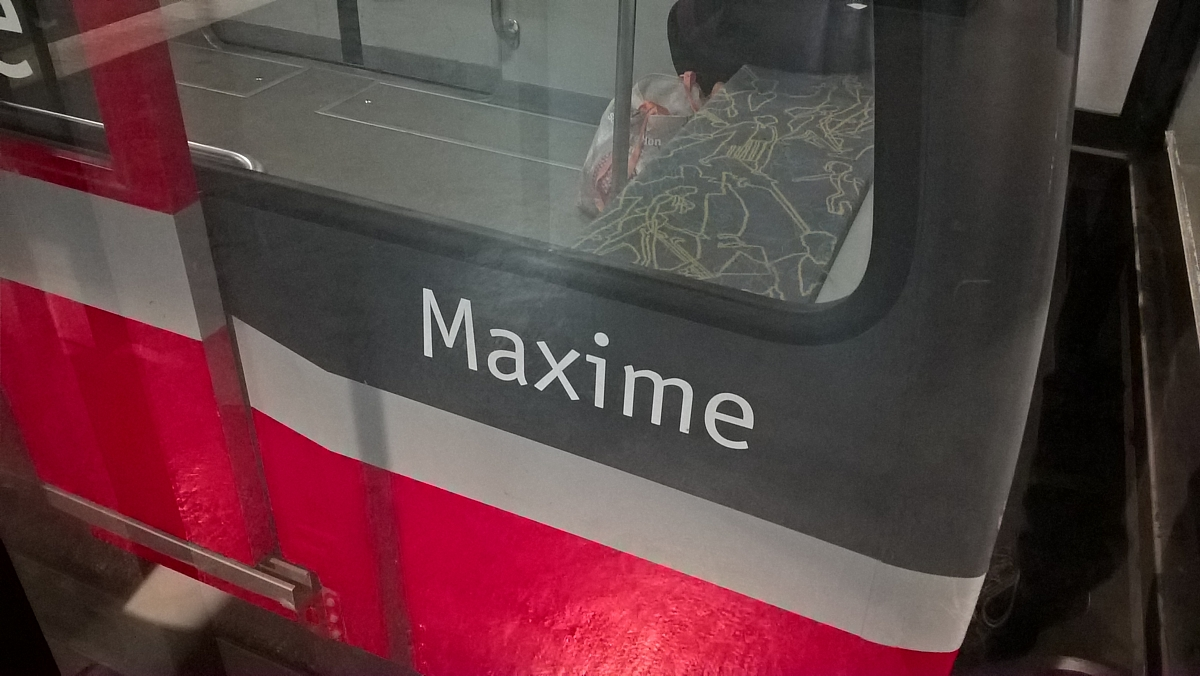
Nom de baptême de la voiture 1
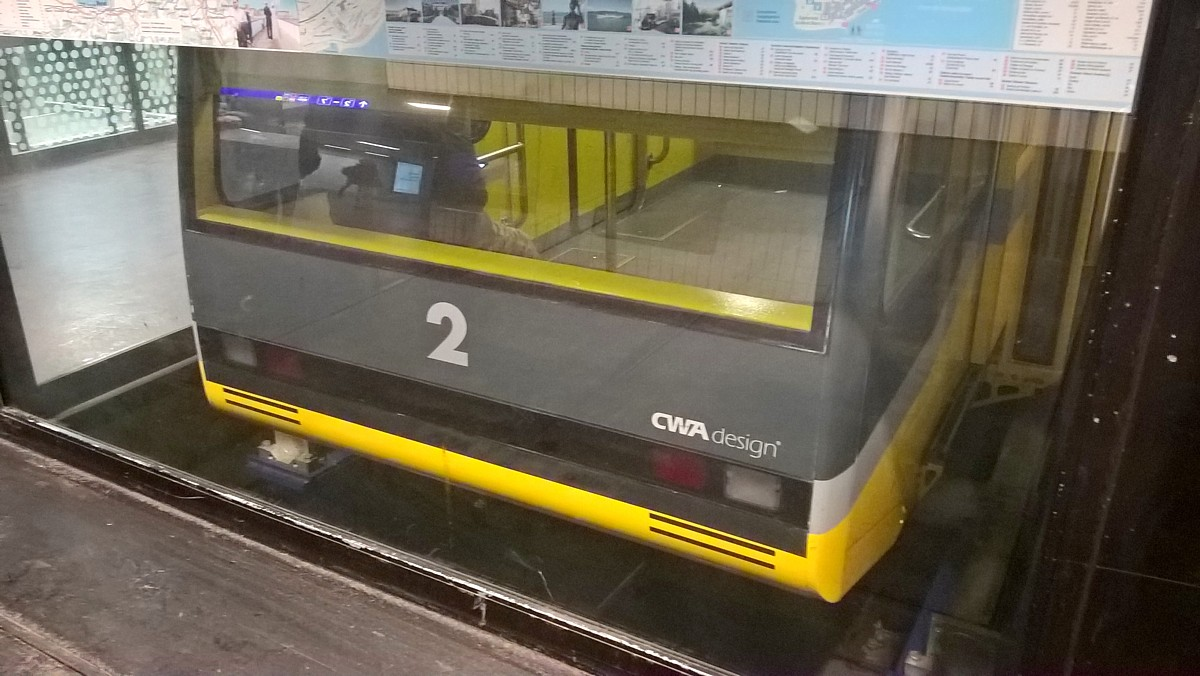
Voiture 2 jaune
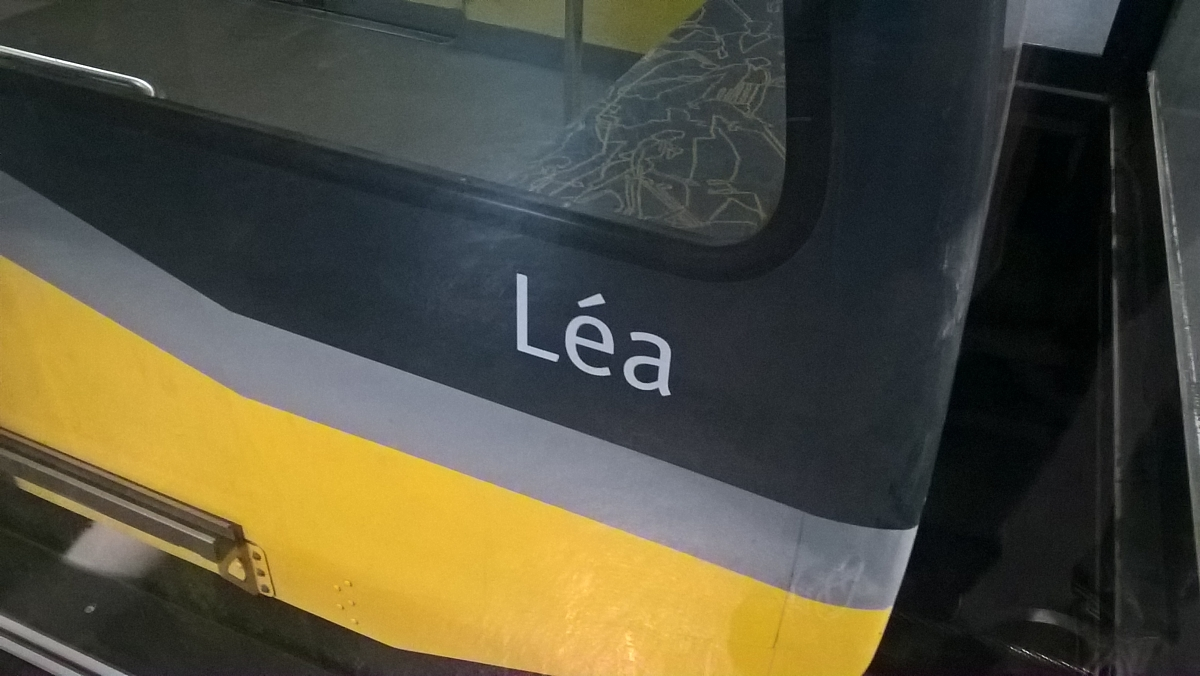
Nom de baptême de la voiture 2

## Stations

### Gare
La station supérieure Gare est située dans la prolongation du passage sous-voies, permettant aux voyageurs en provenance ou destination des trains de ne pas avoir à s'exposer aux intempéries. La voie présente une inclinaison de 60 ‰.

### Université
La gare inférieure Université est construite au centre du Jardin anglais de Neuchâtel, offrant une sortie à 600 mètres du port. Le toit en verre est amovible, permettant de retirer les voitures si nécessaire, à l'aide d'une grue mobile. La station comprend la machinerie et la voie est en palier.

## Expo.02
Durant l'Exposition nationale suisse de 2002, du 15 mai au 20 octobre 2002, le Fun'ambule a transporté plus de 2 200 000 voyageurs, soit une moyenne quotidienne de 14 201 voyageurs. Certains jours, la fréquentation a même dépassé les 30 000 personnes !